# Surcos
Surcos és una pel·lícula espanyola de 1951 dirigida per José Antonio Nieves Conde. Considerada per la crítica com una de les millors pel·lícules de la història del cinema espanyol, compta amb un notable guió transformat per Gonzalo Torrente Ballester a partir d'un argument original d'Eugenio Montes (ambaixador d'Espanya a Portugal) i Natividad Zaro. És considerada com una de les mostres fílmiques del neorealisme espanyol.

## Antecedents de la pel·lícula
La pel·lícula comença amb una portada premonitòria, signada pel guionista:
| «                | Fins als últims llogarets arriben les suggestions de la ciutat, convidant als llauradors a desertar del terrer, amb promeses de fàcils riqueses. Rebent de l'urbs temptacions, sense preparació per a resistir-les i conduir-les, aquests pagesos que han perdut el camp i no han guanyat la molt difícil civilització, són arbres sense arrels, estelles de suburbi que la vida destrossa i corromp. Això constitueix el més dolorós problema del nostre temps. Això no és símbol, però sí un cas, per desgràcia, massa freqüent en la vida actual. | » |
| — Eugenio Montes | |   |

El títol original era "Surcos sobre el asfalto"; la productora Atenea Films, S.L., presenta el guió l'any 1950 i finalment rep la seva aprovació per al començament del rodatge al començament de l'any 1951; el títol original pretenia reflectir les dificultats d'adaptació dels camperols a la vida urbana de l'època. L'Espanya d'aquella època passava per un període de transformació econòmica en el qual apareixia com a fenomen emergent en la societat el èxode rural cap a les ciutats i que deixava buits certs nuclis rurals. L'emigració des de les zones rurals acaba generant un excés de mà d'obra no especialitzada que té com a efecte una desocupació, l'engany, la delinqüència.
Algunes de les intèrprets, María Asquerino, Carmen Sánchez i Marujita Díaz canvien de registre convencent als crítics més atrevits de l'època com a personatges que mostraven la crua realitat social. Més tard, amb la democràcia, l'esquerra la converteix en la seva ensenya per mostrar els problemes socials amagats per la dictadura.
La pel·lícula es roda a l'entorn d'Atocha, Lavapiés, Legazpi i Delicias i poden veure's diverses escenes de la vida quotidiana dels anys 1950 a Madrid després del període de postguerra (Guerra Civil Espanyola). Retrata molt fidelment la vida quotidiana en una corrala (residència habitual de classes baixes), en els cafè-bar de l'època, a les oficines d'ocupació, mercats, teatres de varietats, la venda per estraperlo als carrers, etc.
La pel·lícula es va realitzar amb Rafael Arias-Salgado al capdavant de l'acabat de crear Ministeri d'Informació i Turisme i es va saltar diverses normes de la censura del franquisme. Cal pensar que alguns dels promotors de la pel·lícula eren falangistes i el guió reuneix idees falangistes sobre l'urbanisme, com ara que la ciutat ha de complir una funció i ha d'admetre persones només fins a un cert límit. La censura va qualificar de "molt dur" el contingut social del guió, i un dels seus primers lectors va ser José Luis García Velasco. El cost total en l'inventari del rodatge fou de 739.867,55 pessetes.
Aquest film va marcar el debut de l'actriu Montserrat Carulla en el cinema, interpretant el personatge de Rosario.

## Sinopsi
Una família pagesa (els Pérez) es deixa convèncer per les ambicions del fill gran que convenç al pare per a anar a la capital (Madrid) perquè allí el diners es guanyen sense esforç i la vida és més fàcil que en el camp. Aquest convenciment arrenca a tota la família de les seves arrels per a traslladar-se a un Madrid urbà i fred, res a veure amb el seu passat rural. Per a aconseguir finançar el viatge venen les seves terres, la qual cosa suposa una de les primeres humiliacions que pateixen amb l'esperança de prosperar, ja que existeix entre ells la idea que "en el camp no hi ha futur". Arriben amb tren a l'Estació del Norte de Madrid amb una imatge típica de l'època —abillaments de llauradors i animals vius entre els paquets i cistelles—, el primer contacte amb la ciutat és de rebuig per part dels seus habitants. La seva arribada a Madrid es produeix a la plaça de Lavapiés.
Per a la seva desgràcia comprovaran que la realitat urbana és molt diferent al que havien imaginat inicialment. Aviat apareixen persones que els enganyen, els confonen, els exploten, els ofereixen treballs precaris, els indueixen a la delinqüència, etc. La família, unida en el passat, es va descomponent després d'arribar a la ciutat i sofreix un xoc intentant aclimatar-se a la nova realitat: "buscar una ocupació" en una societat en la qual trobar un treball no és fàcil. El menyspreu dels madrilenys apareix quan els mostren que la ciutat ja no suporta més població i que el poc treball que queda veuen que han de repartir-lo amb els nouvinguts del camp. Aviat sofreixen amuntegament en una de les construccions més populars de Madrid (una corrala) clarament situada al carrer de l'Ave María del barri de Lavapiés, a Madrid.
La pel·lícula va narrant escenes de gran duresa, en un món implacable en el qual alguns personatges perden per complet la seva autoestima. Els personatges semblen viure en històries paral·leles, alguns d'ells obeeixen a estereotips, com don Roque "el Chamberlain" (Félix Dafauce), que representa el nou-ric; el "Mellao"; els fills homes: Pepe, que s'integra en una banda organitzada de delinqüents, i Manolo, que viu en la més estricta pobresa entre cases en ruïnes i sense aconseguir una ocupació. La filla, Tonia, que va coneixent i relacionant-se amb els diversos personatges, com el "Mellao" i "el Chamberlain", i que atreta per la riquesa fàcil acaba sent l'amistançada de don Roque a ulls de la seva mare, que ho permet. La família Pérez, aprenent amb tots aquests problemes quin és el seu lloc natural, acaba tornant al poble. En el guió original, en l'escena final, quan se'n tornen, Tonia salta en marxa des del tren per a tornar a Madrid (aquesta escena no apareix, ja que es va prohibir per la censura).

## Premis
7a Edició de les Medalles del Cercle d'Escriptors Cinematogràfics
El Cercle d'Escriptors Cinematogràfics li va concedir quatre premis en el seu edició de 1951:
| Categoria                | Persona                   | Resultat   |
| ------------------------ | ------------------------- | ---------- |
| Millor pel·lícula        | Millor pel·lícula         | Guanyadora |
| Millor director          | José Antonio Nieves Conde | Guanyador  |
| Millor actor secundari   | Félix Dafauce             | Guanyador  |
| Millor actriu secundària | Marisa de Leza            | Guanyadora |

- La pel·lícula va aconseguir un premi econòmic de 400.000 ptes, als premis del Sindicat Nacional de l'Espectacle de 1951.[11]